# Phruronellus floridae
Phruronellus floridae là một loài nhện trong họ Phrurolithidae.
Loài này thuộc chi Phruronellus. Phruronellus floridae được Ralph Vary Chamberlin & Willis J. Gertsch miêu tả năm 1930.